# Blok g
Blok g periodické tabulky prvků by se měl skládat přinejmenším z prvků s protonovými čísly 121 až 138.
Na základě teoretických výpočtů se předpokládá, že v základním stavu mají tyto prvky elektrony s nejvyšší energií umístěné v orbitalech g. Tento blok prvků by měl obsahovat kovy.
Dočasné názvy prvků byly vytvořeny v souladu dle systematického názvosloví chemických prvků. Prvním prvkem bloku g by mohly být unbiunium (také eka-aktinium, zn. Ubu, protonové číslo 121), unbibium (zn. Ubb, protonové číslo 122) a unbitrium (zn. Ubt, protonové číslo 123).